# Alain Bloch
Alain Bloch (Gent, 3 juli 1953 - Sint-Martens-Latem, 4 april 2021) was een Belgisch rechter.

## Biografie
Alain Bloch was een telg uit de Gentse joodse bakkersfamilie Bloch. Hij studeerde rechten aan de Rijksuniversiteit Gent en was van 1978 tot 1985 advocaat aan de balie van Gent. Vervolgens ging hij aan de slag op het parket in Antwerpen. In 1991 werd hij rechter in Gent. Datzelfde jaar richtte Bloch de denktank Magistratuur & Maatschappij op, die de kloof tussen burger en justitie wilde dichten. In 1992 werd hij onderzoeksrechter en in 2001 rechter in de correctionele rechtbank in Gent. Vervolgens ging hij voor de Verenigde Naties aan de slag in Kosovo (UNMIK).
In 2009 werd hij andermaal rechter in de correctionele rechtbank en ondervoorzitter van de rechtbank van eerste aanleg in Gent. In januari 2011 werd hij raadsheer in het Hof van Cassatie. Hij ging eind 2019 met emeritaat. Van 2000 tot 2004 was hij tevens lid van de Hoge Raad voor de Justitie.
Bloch was een ervaren strafrechter die ook bekend stond om zijn excentrieke voorkomen. Hij stierf in april 2021 na een korte strijd tegen kanker. Hij was getrouwd en vader van twee kinderen.